# Bob-Europameisterschaft 1968
Die Bob-Europameisterschaft 1968 wurde am 13. Januar im Zweierbob und am 20. und 21. Januar 1968 im Viererbob auf dem Olympia Bob Run St. Moritz–Celerina  im schweizerischen St. Moritz ausgetragen. Witterungsbedingt konnten im Zweierbob-Wettbewerb nur zwei Wertungsläufe durchgeführt werden.

## Zweierbob
Insgesamt 29 Bobs aus elf Nationen nahmen am 13. Januar 1968 den Wettbewerb bei eisigen Temperaturen von bis zu −21 °C auf. Nicht dabei waren die Titelverteidiger Thaler/Durnthaler aus Österreich, die bereits Testfahrten auf der Olympiabobbahn in Alpe d’Huez unternahmen. Während im ersten Lauf die Zeiten noch relativ langsam waren, konnten die Bobs im zweiten Lauf bei zunehmenden Sonnenschein mit immer schnelleren Zeiten aufwarten. Spitzenreiter war dabei am Ende das bundesdeutsche Team Zimmerer/Utzschneider, welches mit 1:22,16 min eine Saisonbestzeit für die St. Moritzer Eisbahn aufstellte. Im ersten Lauf hatte der Bob vom SV Ohlstadt nur die sechstschnellste Zeit erreicht. Durch diese sehr unterschiedlichen Fahrzeiten hatte sich auf den ersten acht Plätzen ein Klassement ergeben, was von recht geringen Zeitabständen geprägt war. Während zwischen Gold und Bronze schon fast sechs Zehntel Sekunden lagen, befanden sich im Kampf um Bronze nicht weniger als sechs Bobs noch aussichtsreich im Rennen, dabei betrugen die Abstände mitunter nur eine Hundertstelsekunde. Auch die scheinbar unvermeidlichen Stürze gehörte wieder zum Wettkampfgeschehen, drei von sieben gestürzten Bobs schieden dabei aus. Am zweiten Wettkampftag kam es zu einem kräftigen Wetterumschwung. Zunächst sorgte starker Wind in den Morgenstunden anfänglich nur für eine Wettkampfverschiebung um vier Stunden. Als dann allerdings noch starker Schneefall einsetzte, war an eine ordnungsgemäße Wettkampfdurchführung nicht mehr zu denken. Wie so häufig in den früheren Jahrzehnten des Bobsports wurde nunmehr der Zwischenstand als Gesamtwertung verwendet. Damit gelang dem Duo Zimmerer/Utzschneider nach Bronze im Vorjahr erstmals der Europameistertitel im Zweierbob.
| Rang | Athleten                             | Bob                      | 1. Lauf     | 2. Lauf     | Gesamtzeit  |
| ---- | ------------------------------------ | ------------------------ | ----------- | ----------- | ----------- |
| 1    | Wolfgang Zimmerer Peter Utzschneider | BR Deutschland 2         | 1:26,69 min | 1:22,16 min | 2:48,85 min |
| 2    | Patrick Evelyn Toni Fildes           | Vereinigtes Königreich 3 | 1:25,05 min | 1:23,97 min | 2:49,02 min |
| 3    | John Blockey Mike Freeman            | Vereinigtes Königreich 2 | 1:27,17 min | 1:22,17 min | 2:49,34 min |
| 4    | René Stadler Max Forster             | Schweiz 2                | 1:26,99 min | 1:22,47 min | 2:49,46 min |
| 5    | Jean Wicki Hans Candrian             | Schweiz 1                | 1:25,44 min | 1:24,22 min | 2:49,66 min |
| 6    | Tony Nash Robin Dixon                | Vereinigtes Königreich 1 | 1:25,25 min | 1:24,43 min | 2:49,68 min |
| 7    | Romeo Nedelcu Gheorge Maftei         | Rumänien 2               | 1:25,58 min | 1:24,12 min | 2:49,70 min |
| 8    | Renato Zardini Carlo Dimai           | Italien 1                | 1:25,72 min | 1:23,99 min | 2:49,71 min |
| 9    | Gion Caviezel Willi Birk             | Schweiz 3                | 1:27,14 min | 1:23,33 min | 2:50,47 min |
| 10   | Rohrer Haller                        | Österreich 2             | 1:27,93 min | 1:22,98 min | 2:50,91 min |
| 11   | Rolf Höglund Börje Hedblom           | Schweden 1               | -           | -           | 2:51,80 min |
| 12   | Ion Panțuru Nicolae Neagoe           | Rumänien 1               | -           | -           | 2:52,08 min |
| 13   | Valentino Giacobbi Primo Martinelli  | Italien 2                | -           | -           | 2:52,71 min |
| 14   | Heinz Leu Robert Zimmermann          | Schweiz 4                | -           | -           | 2:53,43 min |
| 15   | Franz Wörmann Klaus Ostler           | BR Deutschland 3         | -           | -           | 2:53,93 min |

## Viererbob
Eine Woche nach der EM im Zweierbob waren nun die großen Schlitten auf der Natureisbahn der Olympischen Spiele von 1928 und 1948 am Start. Dabei war der erste Tag von zu hohen Temperaturen, die letztlich für die Austragung von nur einem Lauf sorgten, und vielen Stürzen geprägt. Insgesamt beendeten nur 10 von 20 Bobs den Wettbewerb. Nach dem ersten Wettkampftag lagen die Europameister des Vorjahres, der rumänische Bob mit Pilot Ion Panțuru, zunächst vorn. Danach platzierte sich allerdings schon der Schweizer Bob von Pilot Jean Wicki. Am zweiten Wettkampftag fuhr Wicki in allen drei durchgeführten Läufen jeweils die schnellste Zeit. Somit sicherten sich die Eidgenossen erstmals den Europameistertitel im Viererbob für ihr Land, und das mit über anderthalb Sekunden Vorsprung. Silber gewannen die Rumänen mit Pilot Ion Panturu und stellten damit unter Beweis, das ihr EM-Titel vom Vorjahr kein Zufall war.
| Rang | Athleten                                                    | Bob                       | 1. Lauf | 2. Lauf | 1. Tag  | 3. Lauf | 4. Lauf | Gesamtzeit  |
| ---- | ----------------------------------------------------------- | ------------------------- | ------- | ------- | ------- | ------- | ------- | ----------- |
| 1    | Jean Wicki Hans Candrian Willi Hofmann Walter Graf          | Schweiz II                | 1:20,35 | 1:18,92 | 2:39,27 | 1:17,94 | 1:18,65 | 5:15,86 min |
| 2    | Ion Panțuru Petre Hristovici Nicolae Neagoe Gheorghe Maftei | Rumänien I                | 1:19,56 | 1:20,17 | 2:39,73 | 1:19,06 | 1:18,68 | 5:17,47 min |
| 3    | John Blockey Tim Thorn John Brown Mike Freeman              | Vereinigtes Königreich II | 1:21,66 | 1:19,00 | 2:40,66 | 1:18,75 | 1:18,81 | 5:18,22 min |
| 4    | René Stadler Hansruedi Müller Hans Kleinpeter Max Forster   | Schweiz III               | 1:21,40 | 1:19,54 | 2:40,94 | 1:18,94 | 1:19,07 | 5:18,95 min |
| 5    | Franz Wörmann Klaus Ostler Josef Gerg Pepi Bader            | BR Deutschland I          | 1:20,59 | 1:19,62 | 2:40,21 | 1:19,54 | 1:19,47 | 5:19,22 min |
| 6    | Tony Nash Guy Renwick Robin Widdows Robin Dixon             | Vereinigtes Königreich I  | 1:21,39 | 1:20,91 | 2:42,30 | 1:18,84 | 1:18,92 | 5:20,06 min |
| 7    | Maurice R. Severino ?                                       | Kanada II                 |         |         |         |         |         | 5:20,66 min |
| 8    | Horst Floth ?                                               | BR Deutschland III        |         |         |         |         |         | 5:23,10 min |
| 9    | Purvis McDougall ?                                          | Kanada I                  |         |         |         |         |         | 5:33,62 min |
| 10   | Néstor Alonso ?                                             | Spanien                   |         |         |         |         |         | 5:37,81 min |

## Medaillenspiegel
| Platz | Nation                 | Gold | Silber | Bronze |
| ----- | ---------------------- | ---- | ------ | ------ |
| 1     | Schweiz                | 1    | —      | —      |
| 1     | BR Deutschland         | 1    | —      | —      |
| 3     | Vereinigtes Königreich | —    | 1      | 2      |
| 4     | Rumänien               | —    | 1      | —      |